# Heterodesmus
Heterodesmus is een geslacht van kreeftachtigen uit de klasse van de Ostracoda (mosselkreeftjes).

## Soorten
- Heterodesmus adamsii Brady, 1866
- Heterodesmus apriculus Hiruta, 1992
- Heterodesmus naviformis (Poulsen, 1962) Hiruta, 1992, synoniem Amphisiphonostra naviformis